# Université de Naples - Parthénope
Pour les articles homonymes, voir IUN.
L'université de Naples - Parthénope (en italien, Università degli studi di Napoli « Parthenope ») est une université italienne située à Naples.
C'est l'ancien Institut universitaire naval (en italien, Istituto universitario navale IUN) transformé peu à peu en une université à part entière dans les années 1980. C'est pourquoi cette université porte le nom abrégé d'Uninav. Elle compte désormais 15 000 étudiants (au lieu du millier d'élèves formés chaque année par l'IUN).

## Personnalités liées à l'université

### Professeurs
- Renato Caccioppoli, mathématicien, a été professeur à la chaire d'analyse mathématique au cours des années académiques 1942-1943 et 1952-1953.